# 위룽 자동차

위룽 자동차(영어: Yulon Motor Co., Ltd., 중국어 정체자: 裕隆汽車, 병음: Yùlóng Qìchē)는 대만의 자동차 제조업체이다.

## 같이 보기
- 대만의 기업 목록